# Dřevíč (Metuje)
Der Dřevíč (deutsch Erlitz) ist ein rechter Nebenfluss der Metuje in Tschechien.

## Verlauf
Der Dřevíč entspringt nordwestlich von Hodkovice (Hottendorf) am Nordosthang der Krupná hora (Kraupen) in der zum Habichtsgebirge gehörigen Závora (Qualischer Riegel). Auf seinem Oberlauf fließt der Bach anfänglich nach Osten und wird dabei von der Bahnstrecke Trutnov střed–Teplice nad Metují überbrückt. Danach nimmt der Bach südliche Richtung, in seinem zwischen dem Habichtsgebirge und der Adersbach-Weckelsdorfer Felsenstadt in der Polická vrchovina (Politzer Bergland) liegenden Tal erstrecken sich die Ortschaften Hodkovice, Janovice (Johnsdorf), Nové Dvorky (Neuhöfl), Nové Domy (Neuhaus), Horní Vernéřovice (Ober Wernersdorf) und Dolní Vernéřovice (Unter Wernersdorf).
Auf seinem Mittellauf nimmt der Dřevíč südöstliche Richtung und fließt parallel zur Metuje durch Vápenka (Wapenka), Stárkov und Horní Dřevíč (Ober Drewitsch). Der Unterlauf des Baches führt durch ein Kerbtal, in dem sich das Dorf Velký Dřevíč (Großdrewitsch), erstreckt nach Süden. Nach 21,8 km mündet der Dřevíč südlich von Velký Dřevíč bzw. südwestlich von Žabokrky (Froschhals) in die Metuje.
Die mittlere Durchflussmenge liegt an der Mündung bei 0,63 m³/s.

## Zuflüsse
- Studnický potok (Dreiborner Bach), l, in Vápenka
- Jívka, r, in Stárkov
- Rokytník, r, in Velký Dřevíč